# Doylestown (Township)
Doylestown Township liegt im Bucks County im Bundesstaat Pennsylvania. Das U.S. Census Bureau hat bei der Volkszählung 2020 eine Einwohnerzahl von 17.971 ermittelt.

## Geographie
Doylestown Township ist 15,58 Quadratmeilen groß, davon sind 15,5 Quadratmeilen Land und 0,08 Quadratmeilen Wasser. Das Township hat einige landschaftliche Besonderheiten wie zum Beispiel Almshouse Hill, Featherbed Hill, Fretz Valley, Little Buckingham Mountain, Mill Creek oder Neshaminy Creek.
Doylestown Township grenzt an die folgenden Townships:
- Warwick Township (Südost)
- Warrington Township (Sueden)
- New Britain Township (Nordwest)
- Plumstead Township (Norden)
- Buckingham Township (Nordosten)

## Geschichte
Amerikanische Ureinwohner vom Stamm der Lenni Lenape siedelten in diesem Gebiet ursprünglich. Das Township ist noch nicht sehr alt. Im Jahr 1814 verfassten die Bewohner von Doylestown-Stadt eine Petition zur Errichtung von einem neuen Township (Doylestown). Um 1818 wurde das neue Township offiziell eingerichtet mit 1885 Acres vom Buckingham Township, 5350 Acres vom New Britain Township und 3515 Acres vom Warwick Township. Hinzu wurden noch einige kleine Dörfer wie Cross Keys, Edison, Furlong oder Tradesville eingemeindet.
Das Doylestown Township umschließt die Stadt Doylestown. Die erste Wahl wurde am 19. März 1819 abgehalten. Es wurde ein Gremium von fünf Leuten gewählt. Das Township hatte damals 339 Steuerzahler. Bis heute hat sich die Anzahl der Gremiumsmitglieder nicht verändert.
Der heute größte Landbesitzer im Township ist das Delaware Valley College. Das College wurde als National Farm School von Rabbi Joseph Krauskopf im Jahr 1896 gegründet.
Der Name der Stadt und des Townships gehen wahrscheinlich auf den Kneipenbesitzer William Doyle zurück. Um 1745 war William Doyle der Betreiber der „Doyle Travern“ im heutigen Zentrum von Doylestown.

## Historische Gegenden
Im Doylestown Township gibt einige Gehöfte, die in das National Register of Historic Places aufgenommen wurden:
- Fordhook Farm
- Fretz Farm

## Demographie
Im Jahr 2010 lebten 17680 Personen im Doylestown Township. Das durchschnittliche Einkommen pro Jahr und Haushalt betrug 81.226 $ und das Durchschnittseinkommen pro Familie betrug 93.984 $. Männer verdienten im Durchschnitt 62.853 $ und Frauen 36.180 $ pro Jahr.
Im Township leben:
- 92,4 % Weiße
- 1,3 % Afroamerikaner
- 1,9 % Asiaten
- 0,1 % Indianer
- 2,8 % Latino

Altersstruktur:
- 23,7 % unter 18 Jahren
- 5,4 % zwischen 18 und 24 Jahren
- 27,2 % zwischen 25 und 44 Jahren
- 25,7 % zwischen 45 und 64 Jahren
- 18,0 % älter als 65 Jahren

## Bekannte Personen
Bekannte Leute, die zeitweise im Doylestown Township oder der Stadt wohnten:
- Henry Chapman Mercer (1856–1930) war ein US-amerikanischer Kunstsammler, Fliesenhersteller und Erbauer dreier Gebäude
- Władysław Bortnowski (1891–1966) war ein polnischer General im Zweiten Weltkrieg
- Oscar Hammerstein (1895–1960) war ein US-amerikanischer Musical-Produzent, Librettist und Liedtexter
- Margaret Mead (1901–1978) war eine US-amerikanische Ethnologin
- James Michener (1907–1997) war ein US-amerikanischer Schriftsteller
- Justin Guarini (* 1978) ist ein US-amerikanischer Sänger
- Irene Molloy (* 1978) ist eine US-amerikanische Schauspielerin und Sängerin
- Alecia Beth Moore Hart „Pink“ (* 1979) ist eine US-amerikanische Singer-Songwriterin